# Генрі Моргентау (старший)
Генрі Моргентау — американський юрист і бізнесмен, посол США в Османській імперії з 1913 по 1916 роки. Протягом 1915—1916 Моргентау широко повідомляв про масові етнічні чистки та геноцид вірменів, греків та ассирійців.
Моргентау був батьком політика Генрі Моргентау-молодшого. Серед його онуків Роберт М. Моргентау, окружний прокурор Манхеттена протягом 35 років, і Барбара Такман, історик, лавреатка Пулітцерівської премії за свою книгу «Серпневі гармати».